# Deep Ecliptic Survey

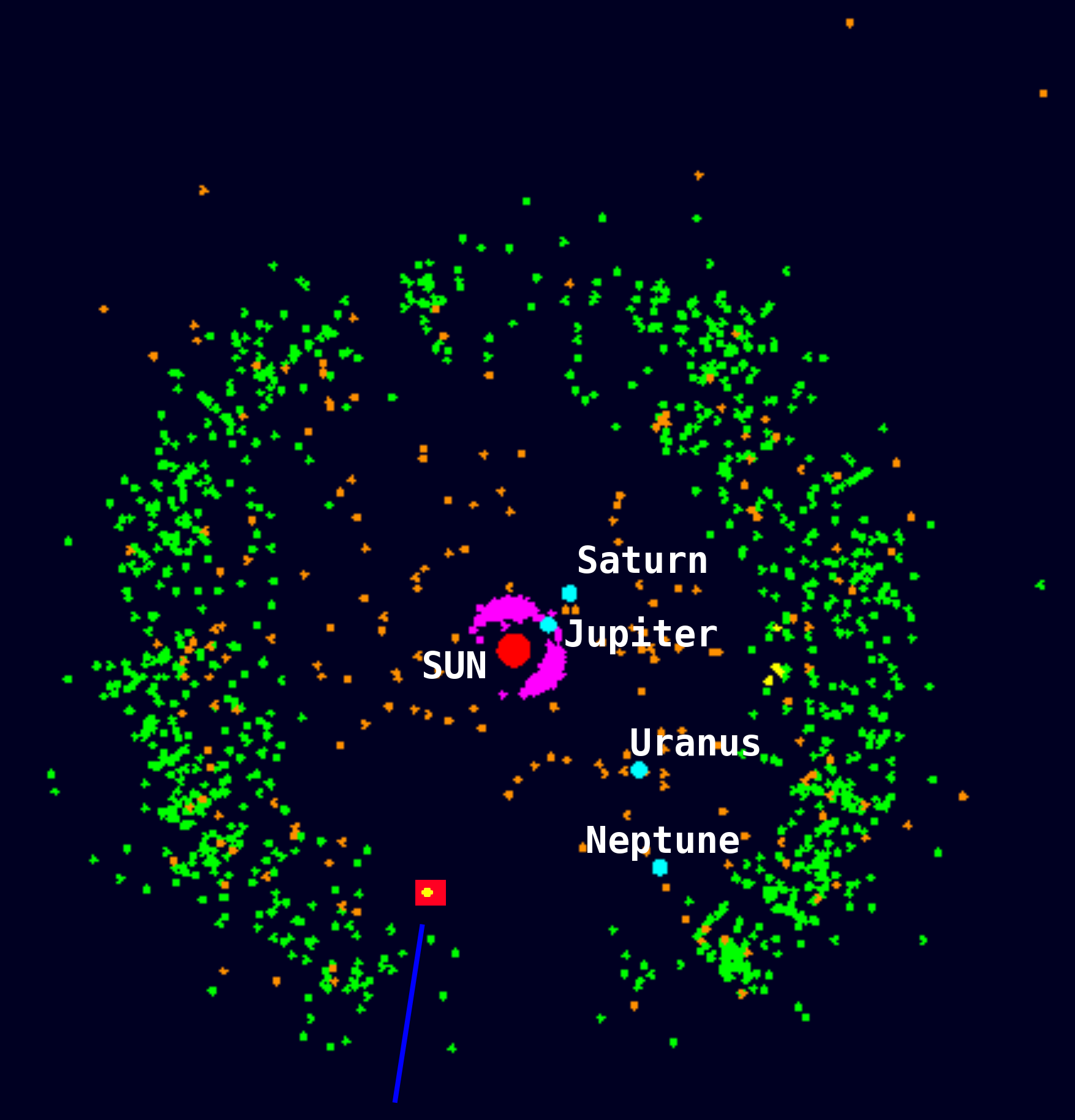
Posició d'alguns objectes del cinturó de Kuiper

L'estudi de l'eclíptica profunda (Deep Ecliptic Survey, DES) és un projecte per a trobar objectes del Cinturó de Kuiper usant les instal·lacions de l'Observatori Nacional d'Astronomia Òptica (National Optical Astronomy Observatory, NOAO). L'investigador principal és Bob Millis.
De 1998 fins a 2003 l'estudi va abastar 550 graus quadrats amb sensibilitat de 22.5. S'estima que el 50% dels objectes d'aquesta magnitud ja s'han trobat. L'estudi també ha establert la superfície mitjana del cinturó de Kuiper i ha introduït noves definicions formals de les classes dinàmiques dels objectes del cinturó de Kuiper.

## Història
David Jewitt i Jane Luu de la Universitat de Hawaii (HU) van descobrir el primer objecte del Cinturó de Kuiper el 1992. Des d'aquest moment molts astrònoms es van posar a treballar per a explorar l'àrea més enllà de l'òrbita de Neptú, on orbiten desenes de milers d'objectes (KBO), com Marc W. Buie, Robert L. Millis, Larry Wasserman, James L. Elliot i Mark Wagner.

## Estudi
En les instal·lacions de l'Observatori Nacional d'Astronoma Òptica, format per l'Observatori Nacional de Kitt Peak (KPNO), Observatori Cerro Tololo (CTIO) i pel NOAO Gemini Science Center (NGSC), un equip d'astrònoms es va proposar investigar, explorar i avaluar la forma i l'abast del cinturó i en especial per determinar les òrbites dels objectes que hi resideixen. L'estructura d'aquesta organització consisteix en la col·laboració dels membres de l'equip per a controlar i compartir la informació obtinguda, en involucrar a altres astrònoms a investigar el cinturó, i fer que les imatges i les dades recollides estiguin disponibles per a interessats amb finalitats científiques o educatives.

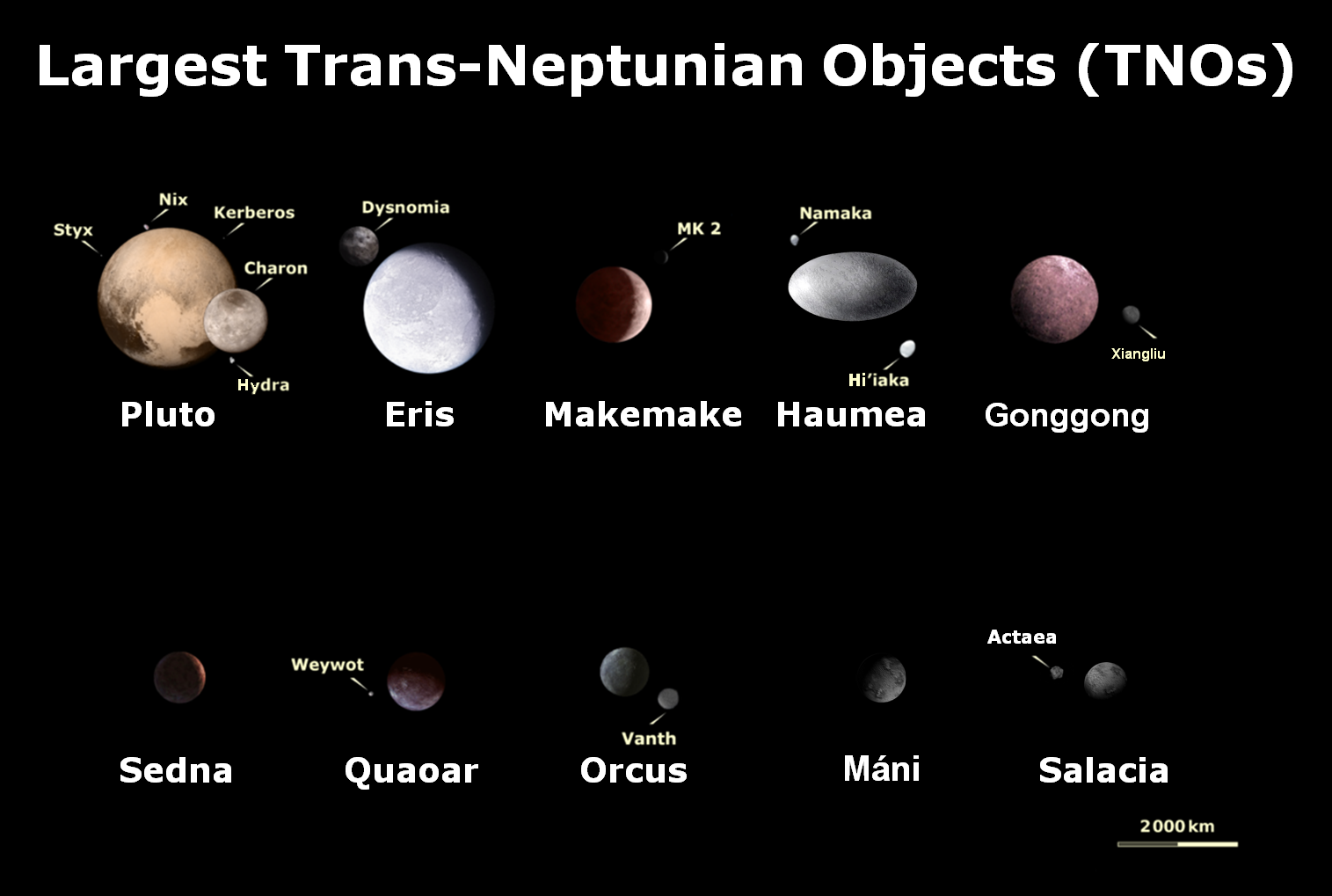
Comparació de diversos objectes del cinturó de Kuiper

El descobriment del cinturó de Kuiper ha contribuït al desenvolupament del coneixement sobre l'astronomia planetària en aquesta vasta àrea més enllà de l'òrbita de Neptú, que es creia que estava buida a part de la presència de Plutó i Caront, però que ara s'estima que té hi ha uns 10⁵ objectes. Totes les nits clares gràcies a la investigació i a la contribució de la sensibilitat del mosaic de la càmera es poden trobar de 15 a 20 nous objectes. Molts són de la mida d'un asteroide, però pocs es poden comparar amb la mida de Plutó.
La gran varietat dels seus colors observats fins al moment promet propietats físiques importants.
Els objectius d'aquest estudi són determinar la distribució de l'excentricitat orbital i les diferents inclinacions, el percentatge de KBO que són ressonants i els que tenen òrbites disperses, i tractar d'entendre la relació que pot existir entre el cinturó de Kuiper i la pols còsmica.
Les observacions fetes pel grup de Lowell combinat amb les d'altres observadors han ajudat a definir la població d'objectes d'aquest cinturó d'asteroides. L'ús d'una nova tècnica per a la detecció d'objectes en moviment és determinant per al resultat de la investigació; de fet, es fa ús de moltes fonts de detecció automàtica per ordinador, però també és important repassar visualment l'anàlisi de totes les dades. En el passat, la tècnica més utilitzada era el parpelleig de les imatges registrades; amb aquesta tècnica es va descobrir Plutó.
Buie ha introduït la tècnica del color: es fixa la primera imatge en vermell i la segona en blau i verd. Un cop gravades les imatges es superposen i els objectes fixos es converteixen en color gris i els que es mouen prenen un color vermellós que és fàcilment detectable entre tots els objectes grisos.

## Planetes menors descoberts pel DES
| (19521) Caos           | 19 de novembre de 1998 |
| (28978) Ixion          | 22 de maig de 2001     |
| (38083) Rhadamanthe    | 17 d'abril de 1999     |
| (42301) 2001 UR163     | 21 d'octubre de 2001   |
| (53311) Deucalion      | 18 d'abril de 1999     |
| (54598) Bienor         | 27 d'agost de 2000     |
| (88611) Teharonhiawako | 20 d'agost de 2001     |
| (148780) Altjira       | 20 d'octubre de 2001   |